# ۲۹۹ (پیش از میلاد)
۲۹۹ (پیش از میلاد) ۲۹۹مین سال قبل از تقویم میلادی است.